# Ergasilus uniseriatus
Ergasilus uniseriatus is een eenoogkreeftjessoort uit de familie van de Ergasilidae. De wetenschappelijke naam van de soort is voor het eerst geldig gepubliceerd in 1992 door Ho, Jarayajan & Radhakrishnan.